# Libellula semifasciata
Libellula semifasciata is een libellensoort uit de familie van de korenbouten (Libellulidae), onderorde echte libellen (Anisoptera).
De wetenschappelijke naam Libellula semifasciata is voor het eerst geldig gepubliceerd in 1839 door Burmeister.